# Lion’s Head Provincial Park

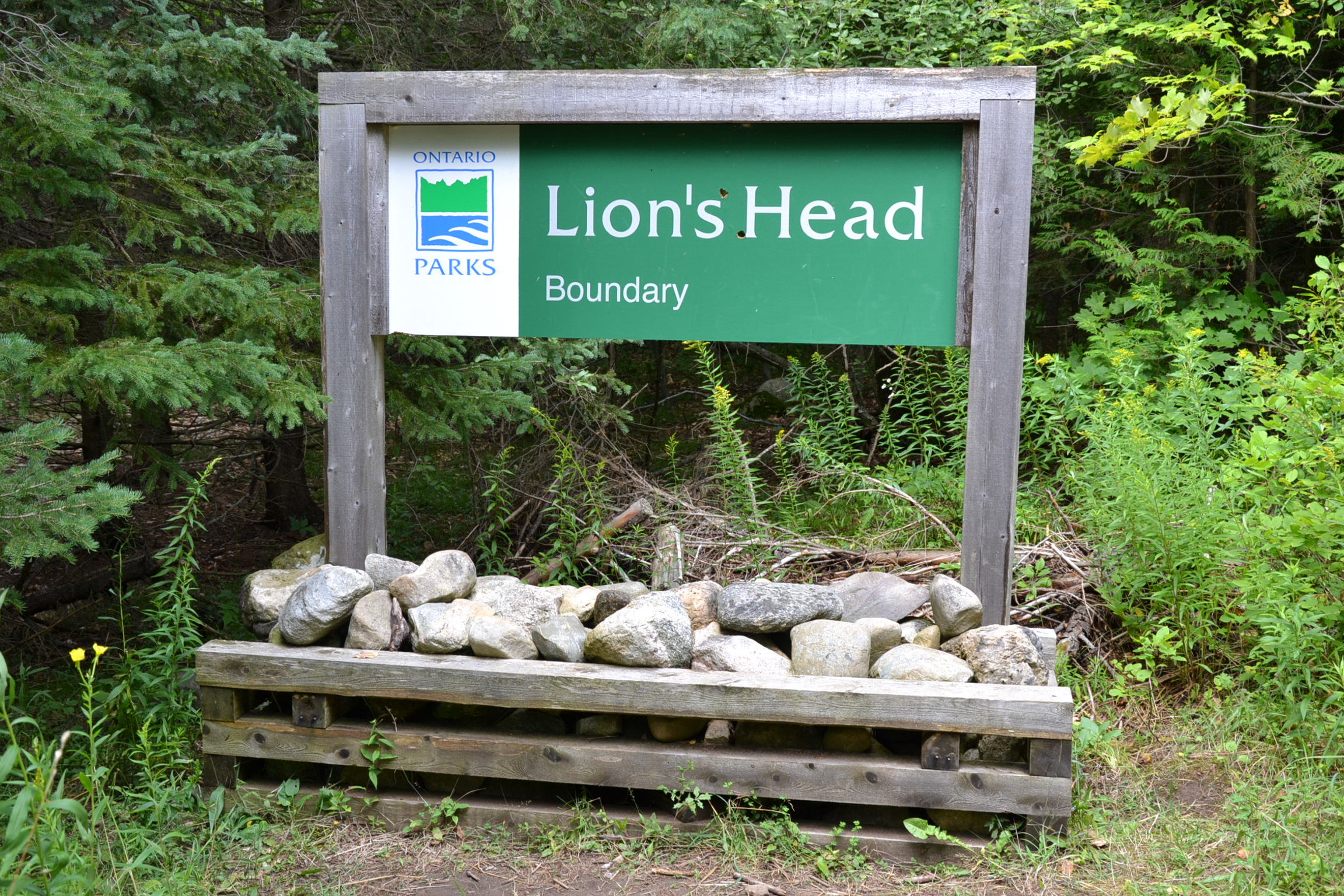
Tablica informacyjna na granicy Parku

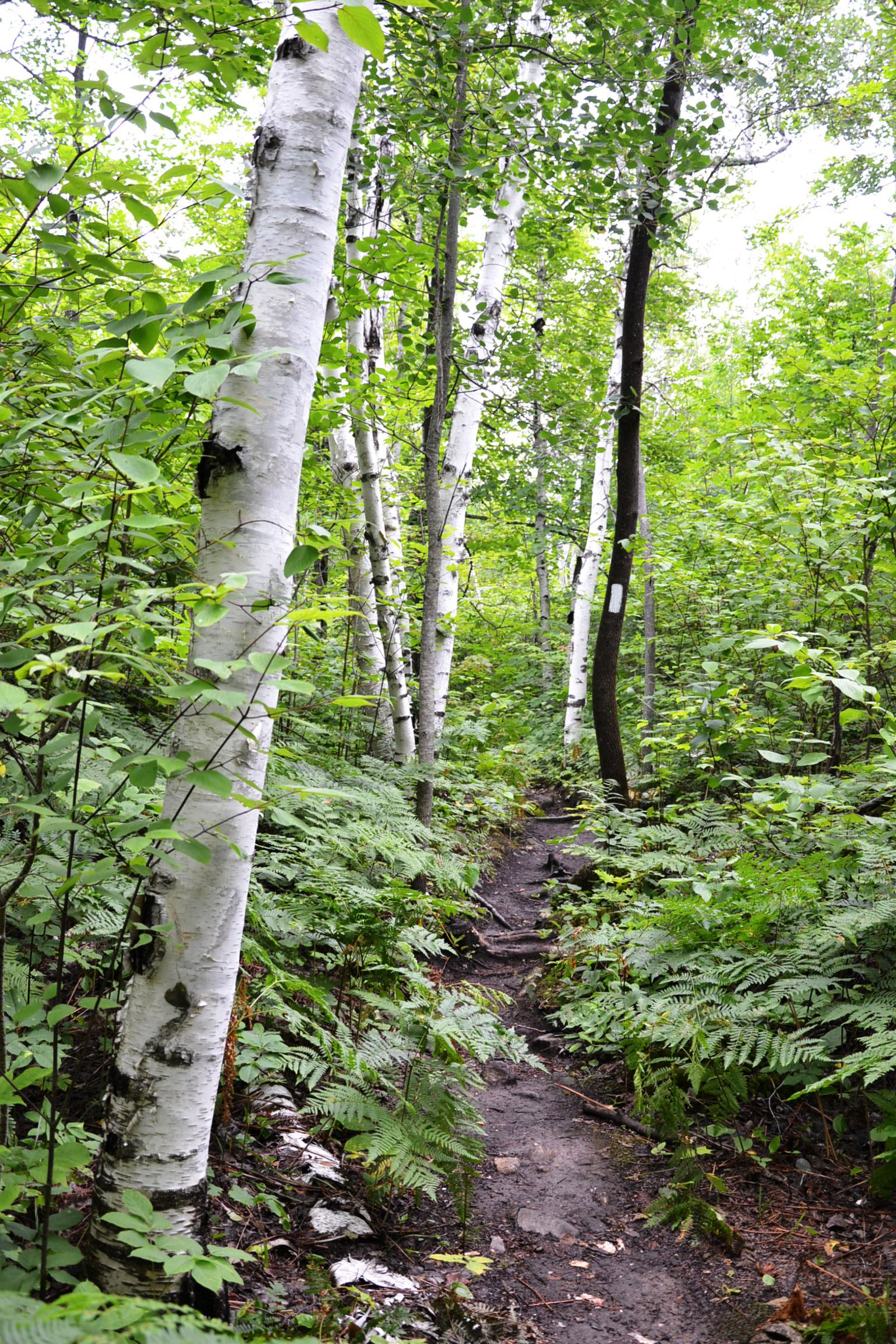
Las w Parku Lion’s Head

Lion’s Head Provincial Park – prowincjonalny park w prowincji Ontario w Kanadzie, utworzony w 1985 r. Powierzchnia: 5,26 km². Stanowi element systemu parków Kuesty Niagary (Niagara Escarpment Parks System) oraz wchodzi w skład Rezerwatu Biosfery Kuesty Niagary (Niagara Escarpment Biosphere Reserve).

## Nazwa
Nazwa parku pochodzi od kształtu jednej z formacji skalnych na krawędzi kuesty, przypominającego profil głowy lwa (ang. lion’s head).

## Położenie
Leży na Półwyspie Bruce’a, na zachodnim brzegu zatoki Georgian Bay, na skraju miasteczka Lion’s Head. Obejmuje większą część powierzchni półwyspu Lion’s Head, wcinającego się w wody Georgian Bay pomiędzy zatokami Isthmus Bay na zachodzie i Barrow Bay na wschodzie. Tereny parku leżą pomiędzy 176 m n.p.m. (lustro wody w zatoce) a 247,3 m n.p.m. (szczyt Lion’s Head).
Park leży dokładnie w połowie odległości pomiędzy równikiem a biegunem północnym. Na jego terenie znajduje się reper, oznaczający przebieg 45 równoleżnika.

## Geomorfologia
Park obejmuje jeden z najbardziej typowych fragmentów Kuesty Niagary, której krawędź wyznacza tu brzeg zatoki Georgian Bay. Budujące ją dolomity (ang. Amabel Dolostone), powstały w ciepłym, płytkim i słonym morzu ok. 420 mln lat temu. Skały obrywają się ku wodzie wysokimi na 20-70 m, miejscami prawie pionowymi i gładkimi ścianami, tworząc charakterystyczny klif. W przeciwnym kierunku prawie płaski teren opada bardzo łagodnie.
Na plaży, wśród specyficznie wietrzejących odłamków dolomitu, znajdziemy wiele otoczaków granitowych, przywleczonych tu wiele tysięcy lat temu z nieodległej Tarczy Kanadyjskiej przez potoki spływające spod lodowców. Innymi pamiątkami po sięgającym tu kiedyś lądolodzie są liczne marmity. Powstały one ponad 10 tys. lat temu, wywiercone w stosunkowo miękkim dolomicie granitowymi głazami przywleczonymi przez lodowiec ze wschodniego brzegu dzisiejszej zatoki Georgian Bay.

## Flora
Teren parku prawie w całości jest pokryty mieszanymi lasami. Najcenniejszym gatunkiem jest tu żywotnik zachodni, którego okazy rosnące na trudniej dostępnych stanowiskach osiągają bardzo sędziwy wiek. Towarzyszą mu brzozy, osiki, klony, a miejscami także choina kanadyjska i sosna wejmutka. Zacienione, wilgotne skały porastają liczne gatunki mchów i paproci.

## Turystyka
Przez teren parku, generalnie w linii krawędzi klifu, przebiega jeden z najdłuższych, znakowanych szlaków turystycznych Ameryki, a jednocześnie najdłuższy szlak Kanady – Bruce Trail. Kilka szlaków dojściowych łączy go z biegnącymi wzdłuż terenów parku drogami publicznymi.
Urwiste ściany klifu są ulubionym miejscem działalności amatorów wspinaczki i boulderingu. Na ścianach półwyspu Lion’s Head wytyczono ponad 120 dróg o trudnościach w skali amerykańskiej od 5.10 w górę. Większość z nich posiada stałe punkty asekuracyjne.
Teren parku posiada status rezerwatu przyrody, więc nie oferuje on żadnych innych atrakcji i ułatwień turystycznych, poza wytyczonymi szlakami oraz miejscem biwakowym w zatoczce McKay’s (ang. McKay’s Harbour), przeznaczonym dla turystów pieszych, wędrujących szlakiem Bruce’a.